# Pikku Lasujärvi
Pikku Lasujärvi är en sjö i Pajala kommun i Norrbotten och ingår i Torneälvens huvudavrinningsområde.